# Turiner erotischer Papyrus

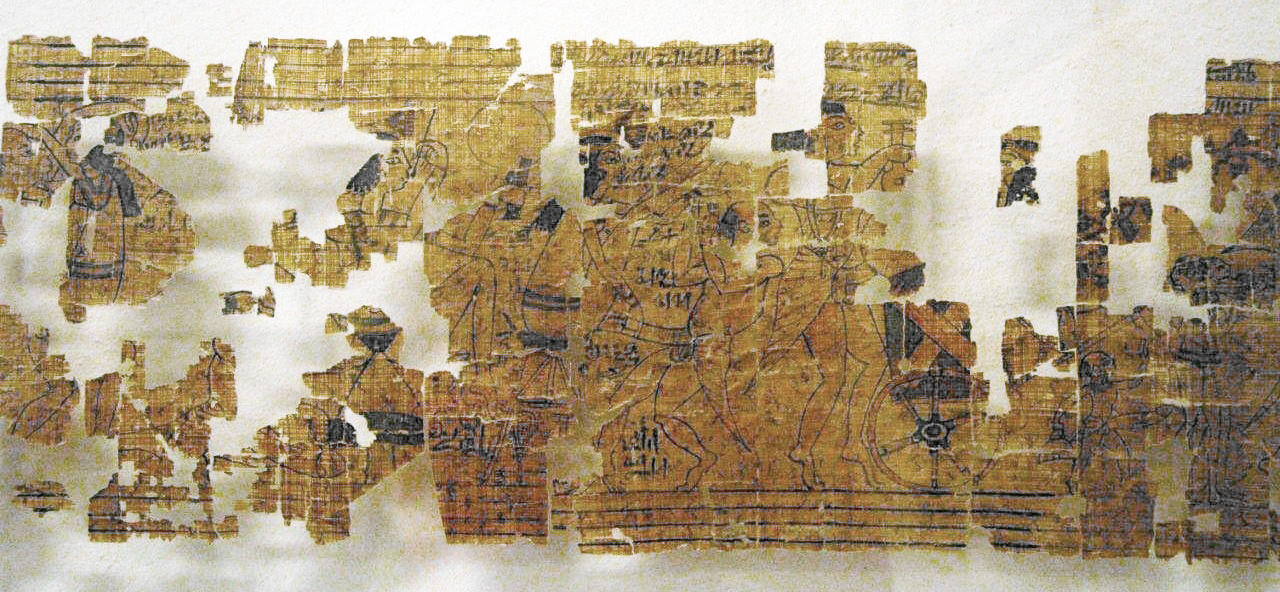
Auszug aus dem Papyrus 55001 des Ägyptischen Museums in Turin

Der Turiner erotische Papyrus (auch Papyrus Turin 55001, Turiner Papyrus 55001), entstanden um 1150 v. Chr., in der Zeit der 20. Dynastie des Alten Ägypten, wurde Anfang des 19. Jahrhunderts in Deir el-Medina entdeckt und unter der Nummer 55001 im Ägyptischen Museum in Turin aufgenommen.
Von dem ursprünglich ca. 3,20 m langen Papyrus sind heute 2,59 m in recht schlechtem Zustand erhalten. Seine Breite beträgt 21,5 cm. Er besteht aus zwei Teilen: einem satirischen Teil, von dem nur 85 cm erhalten sind, und einem erotischen Teil mit einer Länge von 1,74 m. Die beiden Teile werden heute getrennt aufbewahrt. Im satirischen Teil werden sich als Menschen verhaltende Tiere dargestellt. Der erotische Teil setzt sich aus zwölf unabhängigen Szenen zusammen, die sich in einem Lupanar abspielen.
Der französische Ägyptologe Jean-François Champollion war schockiert ob der „monströsen Obszönität“, als er den Papyrus 1824 in Turin sah.

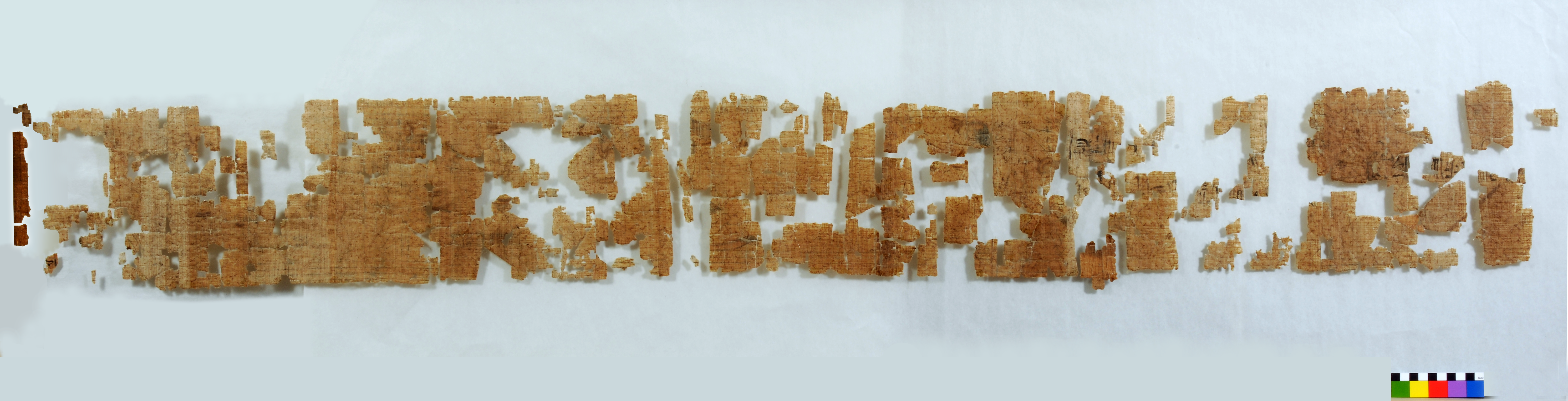
Vollständige Reproduktion des Erotische Papyrus, ausgestellt im Museo Egizio, Turin.